# NHL Entry Draft 1980
L'NHL Entry Draft 1980 è stato il 18º draft della National Hockey League. Si è tenuto l'11 giugno 1980 presso il Forum de Montréal di Montréal.
Il secondo NHL Entry Draft fu il primo aperto anche al pubblico ed ospitato presso il palazzetto di una delle franchigie della NHL. Dopo le edizioni degli anni 1970 svoltesi in segreto tramite teleconferenza la lega abbandonò il Queen Elizabeth Hotel optando per il Forum de Montréal, sede delle gare dei Canadiens. Aprendo le porte ai tifosi la NHL cercò di rendere il Draft uno show appetibile per il pubblico, così come già accadeva allora per quelli della NBA e della NFL. L'idea ebbe successo e al Forum si presentarono oltre 2.500 tifosi, la maggior parte dei quali tifosi locali curiosi di sapere chi sarebbe stata la prima scelta assoluta dei Canadiens. A differenza dell'edizione 1979 i giri aumentarono da sei a dieci, portando il numero di giocatori scelti a 210.
I Montreal Canadiens selezionarono il centro Doug Wickenheiser dai Regina Pats, i Winnipeg Jets invece come seconda scelta puntarono sul difensore Dave Babych, proveniente dai Portland Winter Hawks, mentre i Chicago Blackhawks scelsero in terza posizione il centro Denis Savard dei Montreal Juniors. Fra i 210 giocatori selezionati 122 erano attaccanti, 71 erano difensori mentre 17 erano portieri. Dei giocatori scelti 132 giocarono in NHL, 24 vinsero la Stanley Cup mentre 4 entrarono a far parte della Hockey Hall of Fame.

## Turni
|  | = NHL All-Star |  |  | = Membro della Hall of Fame |

Legenda delle posizioni

A = Attaccante   AD = Ala destra   AS = Ala sinistra   C = Centro   D = Difensore   P = Portiere

### Primo giro
| #  | Giocatore             | Nazionalità | Squadra NHL                      | Squadra di provenienza       |
| -- | --------------------- | ----------- | -------------------------------- | ---------------------------- |
| 1  | Doug Wickenheiser (C) | Canada      | Montreal Canadiens (da Colorado) | Regina Pats (WHL)            |
| 2  | Dave Babych (D)       | Canada      | Winnipeg Jets                    | Portland Winterhawks (WHL)   |
| 3  | Denis Savard (C)      | Canada      | Chicago Blackhawks (da Quebec)   | Montreal Juniors (QMJHL)     |
| 4  | Larry Murphy (D)      | Canada      | Los Angeles Kings (da Detroit)   | Peterborough Petes (OMJHL)   |
| 5  | Darren Veitch (D)     | Canada      | Washington Capitals              | Regina Pats (WHL)            |
| 6  | Paul Coffey (D)       | Canada      | Edmonton Oilers                  | Kitchener Rangers (OMJHL)    |
| 7  | Rick Lanz (D)         | Canada      | Vancouver Canucks                | Oshawa Generals (OMJHL)      |
| 8  | Fred Arthur (D)       | Canada      | Hartford Whalers                 | Cornwall Royals (QMJHL)      |
| 9  | Mike Bullard (C)      | Canada      | Pittsburgh Penguins              | Brantford Alexanders (OMJHL) |
| 10 | Jim Fox (AD)          | Canada      | Los Angeles Kings                | Ottawa 67's (OMJHL)          |
| 11 | Mike Blaisdell (AD)   | Canada      | Detroit Red Wings (da Toronto)   | Regina Pats (WHL)            |
| 12 | Rik Wilson (D)        | Stati Uniti | St. Louis Blues                  | Kingston Canadians (OMJHL)   |
| 13 | Denis Cyr (AD)        | Canada      | Calgary Flames                   | Montreal Juniors (QMJHL)     |
| 14 | Jim Malone (C)        | Canada      | New York Rangers                 | Toronto Marlboros (OMJHL)    |
| 15 | Jerry Dupont (D)      | Canada      | Chicago Blackhawks               | Toronto Marlboros (OMJHL)    |
| 16 | Brad Palmer (AS)      | Canada      | Minnesota North Stars            | Victoria Cougars (WHL)       |
| 17 | Brent Sutter (C)      | Canada      | New York Islanders               | Red Deer Rustlers (AJHL)     |
| 18 | Barry Pederson (C)    | Canada      | Boston Bruins                    | Victoria Cougars (WHL)       |
| 19 | Paul Gagné (AS)       | Canada      | Colorado Rockies (da Montreal)   | Windsor Spitfires (OMJHL)    |
| 20 | Steve Patrick (AD)    | Canada      | Buffalo Sabres                   | Brandon Wheat Kings (WHL)    |
| 21 | Mike Stothers (D)     | Canada      | Philadelphia Flyers              | Kingston Canadians (OMJHL)   |

### Secondo giro
| #  | Giocatore             | Nazionalità | Squadra NHL                         | Squadra di provenienza       |
| -- | --------------------- | ----------- | ----------------------------------- | ---------------------------- |
| 22 | Joe Ward (C)          | Canada      | Colorado Rockies                    | Seattle Thunderbirds (WHL)   |
| 23 | Moe Mantha, Jr. (D)   | Stati Uniti | Winnipeg Jets                       | Toronto Marlboros (OMJHL)    |
| 24 | Normand Rochefort (D) | Canada      | Québec Nordiques                    | Québec Remparts (QMJHL)      |
| 25 | Craig Muni (D)        | Canada      | Toronto Maple Leafs (da Detroit)    | Kingston Canadians (OMJHL)   |
| 26 | Bob McGill (D)        | Canada      | Toronto Maple Leafs (da Washington) | Victoria Cougars (WHL)       |
| 27 | Ric Nattress (D)      | Canada      | Montreal Canadiens (da Edmonton)    | Brantford Alexanders (OMJHL) |
| 28 | Steve Ludzik (C)      | Canada      | Chicago Blackhawks (da Vancouver)   | Niagara Falls Flyers (OMJHL) |
| 29 | Michel Galarneau (C)  | Canada      | Hartford Whalers                    | Hull Olympiques (QMJHL)      |
| 30 | Ken Solheim (AS)      | Canada      | Chicago Blackhawks (da Pittsburgh)  | Medicine Hat Tigers (WHL)    |
| 31 | Tony Curtale (D)      | Stati Uniti | Calgary Flames (da Los Angeles)     | Brantford Alexanders (OMJHL) |
| 32 | Kevin LaVallée (AS)   | Canada      | Calgary Flames (da Toronto)         | Brantford Alexanders (OMJHL) |
| 33 | Greg Terrion (AS)     | Canada      | Los Angeles Kings (da St. Louis)    | Brantford Alexanders (OMJHL) |
| 34 | Dave Morrison (F)     | Canada      | Los Angeles Kings (da Calgary)      | Peterborough Petes (OMJHL)   |
| 35 | Mike Allison (AS)     | Canada      | New York Rangers                    | Sudbury Wolves (OMJHL)       |
| 36 | Len Dawes (D)         | Canada      | Chicago Blackhawks                  | Victoria Cougars (WHL)       |
| 37 | Don Beaupre (G)       | Canada      | Minnesota North Stars               | Sudbury Wolves (OMJHL)       |
| 38 | Kelly Hrudey (P)      | Canada      | New York Islanders                  | Medicine Hat Tigers (WHL)    |
| 39 | Steve Konroyd (D)     | Canada      | Calgary Flames (da Boston)          | Oshawa Generals (OMJHL)      |
| 40 | John Chabot (C)       | Canada      | Montreal Canadiens                  | Hull Olympiques (QMJHL)      |
| 41 | Mike Moller (AD)      | Canada      | Buffalo Sabres                      | Lethbridge Broncos (WHL)     |
| 42 | Jay Fraser            | Canada      | Philadelphia Flyers                 | Ottawa 67's (OMJHL)          |

### Terzo giro
| #  | Giocatore             | Nazionalità | Squadra NHL                                  | Squadra di provenienza                 |
| -- | --------------------- | ----------- | -------------------------------------------- | -------------------------------------- |
| 43 | Fred Boimistruck (C)  | Canada      | Toronto Maple Leafs (da Colorado)            | Cornwall Royals (QMJHL)                |
| 44 | Murray Eaves (C)      | Canada      | Winnipeg Jets                                | Michigan Wolverines (WCHA)             |
| 45 | John Newberry (C)     | Canada      | Montreal Canadiens (da Quebec)               | Nanaimo Clippers (BCJHL)               |
| 46 | Mark Osborne (AS)     | Canada      | Detroit Red Wings                            | Niagara Falls Flyers (OMJHL)           |
| 47 | Dan Miele (AD)        | Canada      | Washington Capitals                          | Billings Bighorns (WHL)                |
| 48 | Shawn Babcock (AS)    | Canada      | Edmonton Oilers                              | Windsor Spitfires (OMJHL)              |
| 49 | Andy Schliebener (D)  | Canada      | Vancouver Canucks                            | Peterborough Petes (OMJHL)             |
| 50 | Mickey Volcan (D)     | Canada      | Hartford Whalers                             | ND Fighting Hawks (WCHA)               |
| 51 | Randy Boyd (D)        | Canada      | Pittsburgh Penguins                          | Ottawa 67's (OMJHL)                    |
| 52 | Steve Bozek (AS)      | Canada      | Los Angeles Kings                            | Northern Michigan Wildcats (CCHA)      |
| 53 | Randy Velischek (D)   | Canada      | Minnesota North Stars (da Toronto)           | Providence Friars (ECAC)               |
| 54 | Jim Pavese (D)        | Stati Uniti | St. Louis Blues                              | Kitchener Rangers (OMJHL)              |
| 55 | Torrie Robertson (AS) | Canada      | Washington Capitals (da Calgary via Toronto) | Victoria Cougars (WHL)                 |
| 56 | Sean McKenna (AD)     | Canada      | Buffalo Sabres (da NY Rangers)               | Sherbrooke Castors (QMJHL)             |
| 57 | Troy Murray (C)       | Canada      | Chicago Blackhawks                           | St. Albert Saints (AJHL)               |
| 58 | Marcel Frere (AS)     | Canada      | Chicago Blackhawks (da Minnesota)            | Billings Bighorns (WHL)                |
| 59 | Dave Simpson (C)      | Canada      | New York Islanders                           | London Knights (OMJHL)                 |
| 60 | Tom Fergus (C)        | Canada      | Boston Bruins                                | Peterborough Petes (OMJHL)             |
| 61 | Craig Ludwig (D)      | Stati Uniti | Montreal Canadiens                           | ND Fighting Hawks (WCHA)               |
| 62 | Jay North (C)         | Stati Uniti | Buffalo Sabres                               | Bloomington Jefferson (USHS-Minnesota) |
| 63 | Paul Mercier (D)      | Canada      | Philadelphia Flyers                          | Sudbury Wolves (OMJHL)                 |

### Quarto giro
| #  | Giocatore             | Nazionalità | Squadra NHL                        | Squadra di provenienza              |
| -- | --------------------- | ----------- | ---------------------------------- | ----------------------------------- |
| 64 | Rick LaFerriere (P)   | Canada      | Colorado Rockies                   | Peterborough Petes (OMJHL)          |
| 65 | Guy Fournier (C)      | Canada      | Winnipeg Jets                      | Shawinigan Cataractes (QMJHL)       |
| 66 | Jay Miller (D)        | Stati Uniti | Quebec Nordiques                   | N. Hampshire Wildcats (ECAC)        |
| 67 | Carey Wilson (C)      | Canada      | Chicago Blackhawks (da Detroit)    | Dartmouth Big Green (ECAC)          |
| 68 | Monty Trottier (C)    | Canada      | New York Islanders (da Washington) | Billings Bighorns (WHL)             |
| 69 | Jari Kurri (AD)       | Finlandia   | Edmonton Oilers                    | Jokerit (SM-liiga)                  |
| 70 | Marc Crawford (AS)    | Canada      | Vancouver Canucks                  | Cornwall Royals (QMJHL)             |
| 71 | Kevin McClelland (AD) | Canada      | Hartford Whalers                   | Niagara Falls Flyers (OMJHL)        |
| 72 | Tony Feltrin (D)      | Canada      | Pittsburgh Penguins                | Victoria Cougars (WHL)              |
| 73 | Bernie Nicholls (C)   | Canada      | Los Angeles Kings                  | Kingston Canadians (OMJHL)          |
| 74 | Stew Gavin (AS)       | Canada      | Toronto Maple Leafs                | Toronto Marlboros (OMJHL)           |
| 75 | Bob Brooke (C)        | Stati Uniti | St. Louis Blues                    | Yale Bulldogs (ECAC)                |
| 76 | Marc Roy (AD)         | Canada      | Calgary Flames                     | Trois-Rivières Draveurs (QMJHL)     |
| 77 | Kurt Kleinendorst (C) | Stati Uniti | New York Rangers                   | Providence Friars (ECAC)            |
| 78 | Brian Shaw (AD)       | Canada      | Chicago Blackhawks                 | Portland Winterhawks (WHL)          |
| 79 | Mark Huglen (D)       | Stati Uniti | Minnesota North Stars              | Roseau High School (USHS-Minnesota) |
| 80 | Greg Gilbert (AS)     | Canada      | New York Islanders                 | Toronto Marlboros (OMJHL)           |
| 81 | Steve Kasper (C)      | Canada      | Boston Bruins                      | Sorel Éperviers (QMJHL)             |
| 82 | Jeff Teal (C)         | Stati Uniti | Montreal Canadiens                 | Minnesota Gophers (WCHA)            |
| 83 | Jim Wiemer (AS)       | Canada      | Buffalo Sabres                     | Peterborough Petes (OMJHL)          |
| 84 | Ralph Diamond (AD)    | Canada      | Philadelphia Flyers                | Rimouski Océanic (QMJHL)            |

### Quinto giro
| #   | Giocatore             | Nazionalità | Squadra NHL           | Squadra di provenienza        |
| --- | --------------------- | ----------- | --------------------- | ----------------------------- |
| 85  | Ed Cooper (AS)        | Canada      | Colorado Rockies      | Portland Winterhawks (WHL)    |
| 86  | Glen Ostir (D)        | Canada      | Winnipeg Jets         | Portland Winterhawks (WHL)    |
| 87  | Basil McRae (AS)      | Canada      | Quebec Nordiques      | London Knights (OMJHL)        |
| 88  | Mike Corrigan (AD)    | Canada      | Detroit Red Wings     | Cornwall Royals (QMJHL)       |
| 89  | Timo Blomqvist (D)    | Finlandia   | Washington Capitals   | Jokerit (SM-liiga)            |
| 90  | Walt Poddubny (C)     | Canada      | Edmonton Oilers       | Kingston Canadians (OMJHL)    |
| 91  | Darrell May (P)       | Canada      | Vancouver Canucks     | Portland Winterhawks (WHL)    |
| 92  | Darren Jensen (P)     | Canada      | Hartford Whalers      | ND Fighting Hawks (WCHA)      |
| 93  | Doug Shedden (C)      | Canada      | Pittsburgh Penguins   | S.S. Marie Greyhounds (OMJHL) |
| 94  | Alan Graves (AS)      | Canada      | Los Angeles Kings     | Seattle Thunderbirds (WHL)    |
| 95  | Hugh Larkin (AD)      | Stati Uniti | Toronto Maple Leafs   | S.S. Marie Greyhounds (OMJHL) |
| 96  | Alain Lemieux (C)     | Canada      | St. Louis Blues       | Chic. Saguenéens (QMJHL)      |
| 97  | Randy Turnbull (D)    | Canada      | Calgary Flames        | Portland Winterhawks (WHL)    |
| 98  | Scot Kleinendorst (D) | Stati Uniti | New York Rangers      | Providence Friars (ECAC)      |
| 99  | Kevin Ginnel (C)      | Canada      | Chicago Blackhawks    | Medicine Hat Tigers (WHL)     |
| 100 | David Jensen (D)      | Stati Uniti | Minnesota North Stars | Minnesota Gophers (WCHA)      |
| 101 | Ken Leiter (D)        | Stati Uniti | New York Islanders    | Michigan St. Spartans (WCHA)  |
| 102 | Randy Hillier (D)     | Canada      | Boston Bruins         | Sudbury Wolves (OMJHL)        |
| 103 | Remi Gagne (AD)       | Canada      | Montreal Canadiens    | Chic. Saguenéens (QMJHL)      |
| 104 | Dirk Rueter (D)       | Canada      | Buffalo Sabres        | S.S. Marie Greyhounds (OMJHL) |
| 105 | Dan Held (C)          | Canada      | Philadelphia Flyers   | Seattle Thunderbirds (WHL)    |

### Sesto giro
| #   | Giocatore              | Nazionalità | Squadra NHL           | Squadra di provenienza                    |
| --- | ---------------------- | ----------- | --------------------- | ----------------------------------------- |
| 106 | Aaron Broten (AS)      | Stati Uniti | Colorado Rockies      | Minnesota Gophers (WCHA)                  |
| 107 | Ron Loustel (P)        | Canada      | Winnipeg Jets         | Saskatoon Blades (WHL)                    |
| 108 | Mark Kumpel (AD)       | Stati Uniti | Quebec Nordiques      | UMass River Hawks (ECAC)                  |
| 109 | Wayne Crawford (C)     | Canada      | Detroit Red Wings     | Toronto Marlboros (OMJHL)                 |
| 110 | Todd Bidner (AS)       | Canada      | Washington Capitals   | Toronto Marlboros (OMJHL)                 |
| 111 | Mike Winther (C)       | Canada      | Edmonton Oilers       | Brandon Wheat Kings (WHL)                 |
| 112 | Ken Berry (AS)         | Canada      | Vancouver Canucks     | Team Canada                               |
| 113 | Mario Cerri (C)        | Canada      | Hartford Whalers      | Ottawa 67's (OMJHL)                       |
| 114 | Pat Graham (AS)        | Canada      | Pittsburgh Penguins   | Niagara Falls Flyers (OMJHL)              |
| 115 | Darren Eliot (P)       | Canada      | Los Angeles Kings     | Cornell Big Red (ECAC)                    |
| 116 | Ron Dennis (P)         | Canada      | Toronto Maple Leafs   | Princeton Tigers (ECAC)                   |
| 117 | Perry Anderson (AS)    | Svezia      | St. Louis Blues       | Kingston Canadians (OMJHL)                |
| 118 | John Multan (AD)       | Canada      | Calgary Flames        | Portland Winterhawks (WHL)                |
| 119 | Reijo Ruotsalainen (D) | Finlandia   | New York Rangers      | Oulun Kärpät (SM-liiga)                   |
| 120 | Steve Larmer (AD)      | Canada      | Chicago Blackhawks    | Niagara Falls Flyers (OMJHL)              |
| 121 | Danny Zavarise (D)     | Canada      | Minnesota North Stars | Cornwall Royals (QMJHL)                   |
| 122 | Dan Revell (AS)        | Stati Uniti | New York Islanders    | Oshawa Generals (OMJHL)                   |
| 123 | Steve Lyons (AS)       | Stati Uniti | Boston Bruins         | Matignon High School (USHS-Massachusetts) |
| 124 | Mike McPhee (AS)       | Canada      | Montreal Canadiens    | RPI Engineers (ECAC)                      |
| 125 | Daniel Naud (D)        | Canada      | Buffalo Sabres        | Sorel Éperviers (QMJHL)                   |
| 126 | Brian Tutt (D)         | Canada      | Philadelphia Flyers   | Calgary Wranglers (WHL)                   |

### Settimo giro
| #   | Giocatore            | Nazionalità | Squadra NHL                   | Squadra di provenienza         |
| --- | -------------------- | ----------- | ----------------------------- | ------------------------------ |
| 127 | Daniel Fascinato (D) | Canada      | Colorado Rockies              | Ottawa 67's (OMJHL)            |
| 128 | Brian Mullen (C)     | Stati Uniti | Winnipeg Jets                 | New York Jr. Rangers (NYMJHA)  |
| 129 | Gaston Therrien (D)  | Canada      | Quebec Nordiques              | Québec Remparts (QMJHL)        |
| 130 | Mike Braun (D)       | Canada      | Detroit Red Wings             | Niagara Falls Flyers (OMJHL)   |
| 131 | Frank Perkins (AD)   | Stati Uniti | Washington Capitals           | Sudbury Wolves (OMJHL)         |
| 132 | Andy Moog (P)        | Canada      | Edmonton Oilers               | Billings Bighorns (WHL)        |
| 133 | Doug Lidster (D)     | Canada      | Vancouver Canucks             | Colorado C. Tigers (WCHA)      |
| 134 | Mike Martin (D)      | Canada      | Hartford Whalers              | Sudbury Wolves (OMJHL)         |
| 135 | Michael Lauen (AD)   | Stati Uniti | Winnipeg Jets (da Pittsburgh) | Michigan Tech Huskies (WCHA)   |
| 136 | Mike O'Connor (D)    | Canada      | Los Angeles Kings             | Michigan Tech Huskies (WCHA)   |
| 137 | Russ Adam (C)        | Canada      | Toronto Maple Leafs           | Kitchener Rangers (OMJHL)      |
| 138 | Roger Hägglund (D    | Svezia      | St. Louis Blues               | IFK Umeå Ishockey (Elitserien) |
| 139 | Dave Newsom (AS)     | Canada      | Calgary Flames                | Brantford Alexanders (OMJHL)   |
| 140 | Bob Scurfield (C)    | Canada      | New York Rangers              | W. Michigan Broncos (CCHA)     |
| 141 | Sean Simpson (C)     | Canada      | Chicago Blackhawks            | Ottawa 67's (OMJHL)            |
| 142 | Bill Stewart (AD)    | Canada      | Minnesota North Stars         | Denver Pioneers (WCHA)         |
| 143 | Mark Hamway (AD)     | Stati Uniti | New York Islanders            | Michigan St. Spartans (WCHA)   |
| 144 | Tony McMurchy (C)    | Canada      | Boston Bruins                 | New Westminster Bruins (WHL)   |
| 145 | Bill Norton (AS)     | Stati Uniti | Montreal Canadiens            | Clarkson Golden Knights (ECAC) |
| 146 | Jari Paavola (P)     | Finlandia   | Buffalo Sabres                | TPS (SM-liiga)                 |
| 147 | Ross Fitzpatrick (C) | Canada      | Philadelphia Flyers           | W. Michigan Broncos (CCHA)     |

### Ottavo giro
| #   | Giocatore             | Nazionalità | Squadra NHL           | Squadra di provenienza         |
| --- | --------------------- | ----------- | --------------------- | ------------------------------ |
| 148 | Andre Hidi (AS)       | Canada      | Colorado Rockies      | Peterborough Petes (OMJHL)     |
| 149 | Sandy Beadle (AS)     | Canada      | Winnipeg Jets         | Northeastern U. Huskies (ECAC) |
| 150 | Michel Bolduc (D)     | Canada      | Quebec Nordiques      | Chic. Saguenéens (QMJHL)       |
| 151 | John Beukeboom (D)    | Canada      | Detroit Red Wings     | Peterborough Petes (OMJHL)     |
| 152 | Bruce Raboin (D)      | Stati Uniti | Washington Capitals   | Providence Friars (ECAC)       |
| 153 | Rob Polman Tuin (P)   | Canada      | Edmonton Oilers       | Michigan Tech Huskies (WCHA)   |
| 154 | John O'Connor (D)     | Stati Uniti | Vancouver Canucks     | Vermont Catamounts (ECAC)      |
| 155 | Brent DeNat (AS)      | Canada      | Hartford Whalers      | Michigan Tech Huskies (WCHA)   |
| 156 | Bob Geale (C)         | Canada      | Pittsburgh Penguins   | Portland Winterhawks (WHL)     |
| 157 | Billy O'Dwyer (C)     | Stati Uniti | Los Angeles Kings     | Boston College Eagles (ECAC)   |
| 158 | Fred Perlini (C)      | Canada      | Toronto Maple Leafs   | Toronto Marlboros (OMJHL)      |
| 159 | Pat Rabbitt (AS)      | Canada      | St. Louis Blues       | Billings Bighorns (WHL)        |
| 160 | Claude Drouin (C)     | Canada      | Calgary Flames        | Québec Remparts (QMJHL)        |
| 161 | Bart Wilson (D)       | Canada      | New York Rangers      | Toronto Marlboros (OMJHL)      |
| 162 | Jim Ralph (P)         | Canada      | Chicago Blackhawks    | Ottawa 67's (OMJHL)            |
| 163 | Jeff Walters (AD)     | Canada      | Minnesota North Stars | Peterborough Petes (OMJHL)     |
| 164 | Morey Gare (AD)       | Canada      | New York Islanders    | Penticton Vees (BCJHL)         |
| 165 | Mike Moffat (P)       | Canada      | Boston Bruins         | Kingston Canadians (OMJHL)     |
| 166 | Steve Penney (P)      | Canada      | Montreal Canadiens    | Shawinigan Cataractes (QMJHL)  |
| 167 | Randy Cunneyworth (C) | Canada      | Buffalo Sabres        | Ottawa 67's (OMJHL)            |
| 168 | Mark Botell (D)       | Canada      | Philadelphia Flyers   | Brantford Alexanders (OMJHL)   |

### Nono giro
| #   | Giocatore                  | Nazionalità | Squadra NHL           | Squadra di provenienza                         |
| --- | -------------------------- | ----------- | --------------------- | ---------------------------------------------- |
| 169 | Shawn MacKenzie (P)        | Canada      | Colorado Rockies      | Windsor Spitfires (OMJHL)                      |
| 170 | Eddie Christian (C)        | Stati Uniti | Winnipeg Jets         | Warroad High School (USHS-Minnesota)           |
| 171 | Christian Tanguay (AD)     | Canada      | Quebec Nordiques      | Trois-Rivières Draveurs (QMJHL)                |
| 172 | Dave Miles (AD)            | Canada      | Detroit Red Wings     | Brantford Alexanders (OMJHL)                   |
| 173 | Peter Andersson (D)        | Svezia      | Washington Capitals   | Timrå (Elitserien)                             |
| 174 | Lars-Gunnar Pettersson (C) | Svezia      | Edmonton Oilers       | Luleå (Elitserien)                             |
| 175 | Patrik Sundström (C)       | Svezia      | Vancouver Canucks     | IFK Umeå Ishockey (Elitserien)                 |
| 176 | Paul Fricker (P)           | Canada      | Hartford Whalers      | Michigan Wolverines (WCHA)                     |
| 177 | Brian Lundberg (D)         | Canada      | Pittsburgh Penguins   | Michigan Wolverines (WCHA)                     |
| 178 | Daryl Evans (AS)           | Canada      | Los Angeles Kings     | Niagara Falls Flyers (OMJHL)                   |
| 179 | Darwin McCutcheon (D)      | Canada      | Toronto Maple Leafs   | Toronto Marlboros (OMJHL)                      |
| 180 | Peter Lindgren (D)         | Svezia      | St. Louis Blues       | Hammarby (Elitserien)                          |
| 181 | Håkan Loob (AD)            | Svezia      | Calgary Flames        | Färjestad (Elitserien)                         |
| 182 | Chris Wray (AD)            | Stati Uniti | New York Rangers      | Boston College Eagles (ECAC)                   |
| 183 | Don Dietrich (D)           | Canada      | Chicago Blackhawks    | Brandon Wheat Kings (WHL)                      |
| 184 | Bob Lakso (AS)             | Stati Uniti | Minnesota North Stars | Aurora-Hoyt Lakes High School (USHS-Minnesota) |
| 185 | Peter Steblyk (D)          | Canada      | New York Islanders    | Medicine Hat Tigers (WHL)                      |
| 186 | Michael Thelven (D)        | Svezia      | Boston Bruins         | Djurgården (Elitserien)                        |
| 187 | John Schmidt (D)           | Stati Uniti | Montreal Canadiens    | Notre Dame Fighting Irish (WCHA)               |
| 188 | Dave Beckon (C)            | Canada      | Buffalo Sabres        | Peterborough Petes (OMJHL)                     |
| 189 | Peter Dineen (D)           | Canada      | Philadelphia Flyers   | Kingston Canadians (OMJHL)                     |

### Decimo giro
| #   | Giocatore            | Nazionalità | Squadra NHL                       | Squadra di provenienza                    |
| --- | -------------------- | ----------- | --------------------------------- | ----------------------------------------- |
| 190 | Bob Jansch (AD)      | Canada      | Colorado Rockies                  | Victoria Cougars (WHL)                    |
| 191 | Dave Chartier (C)    | Canada      | Winnipeg Jets                     | Brandon Wheat Kings (WHL)                 |
| 192 | Bill Robinson (D)    | Stati Uniti | Quebec Nordiques                  | Acton-Boxborough RHS (USHS-Massachusetts) |
| 193 | Brian Rorabeck (AD)  | Canada      | Detroit Red Wings                 | Niagara Falls Flyers (OMJHL)              |
| 194 | Tony Camazzola (D)   | Canada      | Washington Capitals               | Brandon Wheat Kings (WHL)                 |
| 195 | Bob O'Brien (AD)     | Canada      | Philadelphia Flyers (da Edmonton) | Dixie Beehives (OPJHL)                    |
| 196 | Grant Martin (C)     | Canada      | Vancouver Canucks                 | Kitchener Rangers (OMJHL)                 |
| 197 | Lorne Bokshowan (C)  | Canada      | Hartford Whalers                  | Saskatoon Blades (WHL)                    |
| 198 | Steve McKenzie (D)   | Canada      | Pittsburgh Penguins               | St. Albert Saints (AJHL)                  |
| 199 | Kim Collins (AS)     | Canada      | Los Angeles Kings                 | Bowling Green Falcons (CCHA)              |
| 200 | Paul Higgins (AD)    | Canada      | Toronto Maple Leafs               | Henry Carr Crusaders (MetJHL)             |
| 201 | John Smyth (D)       | Canada      | St. Louis Blues                   | Calgary Wranglers (WHL)                   |
| 202 | Steven Fletcher (D)  | Canada      | Calgary Flames                    | Hull Olympiques (QMJHL)                   |
| 203 | Anders Bäckström (D) | Svezia      | New York Rangers                  | Brynäs (Elitserien)                       |
| 204 | Dan Frawley (AD)     | Canada      | Chicago Blackhawks                | Sudbury Wolves (OMJHL)                    |
| 205 | Dave Richter (D)     | Canada      | Minnesota North Stars             | Michigan Wolverines (WCHA)                |
| 206 | Glenn Johannesen (D) | Canada      | New York Islanders                | Red Deer Rustlers (AJHL)                  |
| 207 | Jens Öhling (AS)     | Svezia      | Boston Bruins                     | Djurgården (Elitserien)                   |
| 208 | Scott Robinson (P)   | Canada      | Montreal Canadiens                | Denver Pioneers (WCHA)                    |
| 209 | John Bader (AS)      | Stati Uniti | Buffalo Sabres                    | Irondale High School (USHS-Minnesota)     |
| 210 | Andy Brickley (AS)   | Stati Uniti | Philadelphia Flyers               | N. Hampshire Wildcats (ECAC)              |

## Selezioni classificate per nazionalità
| Pos. | Paese        | Selezioni |
|      | Nord America | 196       |
| ---- | ------------ | --------- |
| 1    | Canada       | 162       |
| 2    | Stati Uniti  | 34        |
|      | Europa       | 14        |
| 3    | Svezia       | 10        |
| 4    | Finlandia    | 4         |